# Samara Valles
Le Samara Valles sono una struttura geologica della superficie di Marte.